# Philemon Dickinson

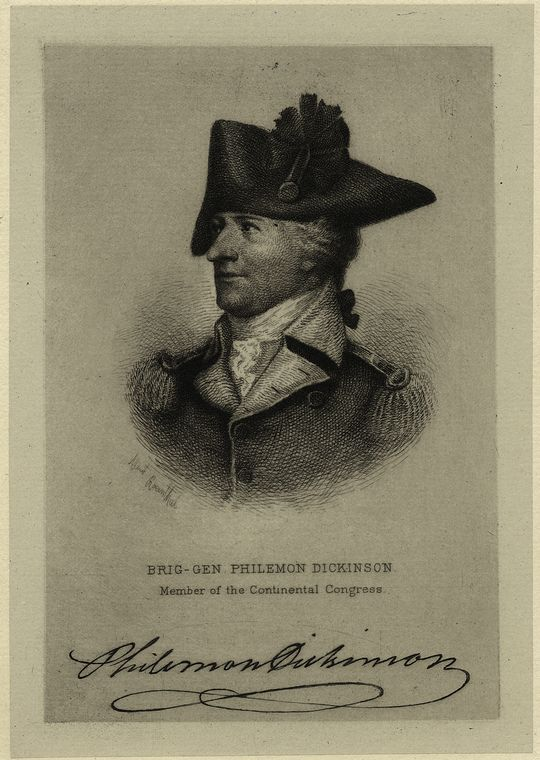
Philemon Dickinson

Philemon Dickinson (* 5. April 1739 bei Trappe, Provinz Maryland; † 4. Februar 1809 bei Trenton, New Jersey) war ein US-amerikanischer Politiker, der den Bundesstaat New Jersey im US-Senat vertrat. Zuvor hatte er bereits als Delegierter aus Delaware am Kontinentalkongress teilgenommen.

## Leben
Philemon Dickinson wurde als jüngerer Bruder von John Dickinson im Talbot County im heutigen Bundesstaat Maryland geboren. Als er ein Jahr als war, zogen seine Eltern mit ihm nach Delaware. Dort erhielt er Privatunterricht, bis er sich an der University of Pennsylvania einschrieb, wo er 1759 seinen Abschluss machte. Anschließend studierte er die Rechtswissenschaften und erhielt auch seine Zulassung als Anwalt, doch er praktizierte niemals in diesem Beruf. 1767 zog er nach Trenton und heiratete dort am 14. Juli dieses Jahres seine Cousine Mary Cadwalader  (1746–1781), mit der er einen Sohn und eine Tochter hatte. Während des Unabhängigkeitskrieges diente er als Offizier in der Miliz von New Jersey, in der er den Rang eines Generalmajors bekleidete.
Von 1782 bis 1783 nahm Dickinson für Delaware an den Sitzungen des Kontinentalkongresses in Philadelphia teil. Zwischen 1783 und 1784 vertrat er das Hunterdon County im New Jersey Legislative Council, dem Vorläufer des Staatssenats. Er fungierte als Vizepräsident dieses Gremiums. Außerdem war er Mitglied der Kommission, die den Ort für die Bundeshauptstadt Washington, D.C. festlegte. Nach dem Rücktritt von US-Senator William Paterson wurde Dickinson zu dessen Nachfolger ernannt. Er übte seine Funktion im Kongress vom 13. November 1790 bis zum 4. März 1793 aus; während dieser Zeit gehörte er zur Pro-Administration-Fraktion. Anschließend beendete er seine politische Laufbahn und zog sich auf sein Anwesen The Hermitage im Mercer County zurück, wo er am 4. Februar 1809 verstarb. Beigesetzt wurde Dickinson auf dem Friends Burying Ground in Trenton.